# شفنين طائر
شفنين طائر أو شفنين شيطاني (الاسم العلمي Mobula)، جنس أسماك بحرية من الشفنينيات. توجد في جميع أنحاء العالم في البحار الاستوائية الدافئة والمعتدلة. وبعض المراجع تعتبرها فُصيلة من فصيلة الشفنينيات النسرية Myliobatidae.